# Ресурси і запаси золота
Ресурси і запаси золота (рос. ресурсы  и запасы золота, англ. gold resources and reserves, нім. Ressourcen f pl und Vorräte m pl an Gold) –

## Загальна характеристика

Родовища і прояви золота встановлені в 117 країнах світу. Світові ресурси золота (включаючи запаси і прогнозні ресурси) оцінюються в 200–270 тис. т. Майже половина їх припадає на ПАР і пов'язана з родовищами золотоносних конґломератів. Прогнозні ресурси золота оцінені на території понад 40 країн світу і на 1998 р. становили (без урахування запасів) 110–180 тис. т. До 60 тис. т цих ресурсів також прогнозується в ПАР, в основному, на флангах і глибоких горизонтах родовищ золотоносних конґломератів району Вітватерсранд, а також на значних глибинах у відносно менш вивченому південно-східному його секторі. Великими прогнозними ресурсами володіють, крім того, країни СНД, включаючи Росію (понад 25 тис. т золота), а також Китай, Бразилія (7–10 тис. т у кожній) і США (5–7 тис. т). Крім того, приблизно по 2–5 тис. т золота є в Австралії, Венесуелі, Ґані, Канаді, Індонезії, Папуа Новій Ґвінеї, Перу і Чилі.
Світова база запасів золота на кінець ХХ ст. (1998) оцінювалася Гірничим бюро і Геологічною службою США в 72 тис. т, у тому числі база запасів ПАР — в 38 тис. т, США — в 6 тис. т, Австралії — в 4,7 тис. т, Канади і Росії — по 3,5 тис. т, Узбекистану — в 3,0 тис. т, Бразилії — в 1,2 тис. т. Дещо інша оцінка російських джерел (табл.)

## Запаси золота на межі ХХ— XXIст. (т)
| Континенти та країни | Запаси підтв. | Частка у світі, % | Запаси загальні |
| Європа               | 897           | 1,8               | 2011            |
| Болгарія             | 180           | 0,4               | 265             |
| Греція               | 148           | 0,3               | 259             |
| Іспанія              | 120           | 0,2               | 200             |
| Румунія              | 50            | 0,1               | 100             |
| Україна              | 20            | 0                 | 30              |
| Фінляндія            | 16r           | 0                 | 60r             |
| Франція              | 44r           | 0,1               | 67r             |
| Чехія                | 60r           | 0,1               | 135r            |
| Швеція               | 56            | 0,1               | 160             |
| колишня Югославія    | 170r          | 0,3               | 450r            |

| Континенти та країни | Запаси підтв. | Частка у світі, % | Запаси загальні |
| Азія                 | 8609          | 17,6              | 15671           |
| Вірменія             | 220           | 0,4               | 315             |
| Афганістан           | 18            | 0                 | 18              |
| Грузія               | 30r           | 0,1               | 45r             |
| Індія                | 65            | 0,1               | 100r            |
| Індонезія            | 2400          | 4,9               | 3170            |
| Іран                 | 15            | 0                 | 95              |
| Ємен                 | 10            | 0                 | 23              |
| Казахстан            | 650r          | 1,3               | 1900r           |
| Киргизстан           | 330           | 0,7               | 1030            |
| КНР                  | 1000r         | 2                 | 2250r           |
| Північна Корея       | 60r           | 0,1               | 130r            |
| Південна Корея       | 17r           | 0                 | 22r             |
| Монголія             | 55r           | 0,1               | 170r            |
| Пакистан             | 32            | 0,1               | 90              |
| Саудівська Аравія    | 72            | 0,1               | 117             |
| Таджикистан          | 110           | 0,2               | 256             |
| Туреччина            | 58            | 0,1               | 80              |
| Узбекистан           | 2100          | 4,3               | 3350            |
| Філіппіни            | 1100r         | 2,2               | 1770r           |
| Японія               | 240r          | 0,5               | 570r            |

| Континенти та країни | Запаси підтв. | Частка у світі, % | Запаси загальні |
| Африка               | 22178         | 45,4              | 40458           |
| Алжир                | 30r           | 0,1               | 110             |
| Буркіна-Фасо         | 30r           | 0,1               | 89r             |
| Гана                 | 850r          | 1,7               | 1465r           |
| Гвінея               | 50r           | 0,1               | 115r            |
| ДР Конго             | 60r           | 0,1               | 196             |
| Ефіопія              | 26r           | 0,1               | 150r            |
| Зімбабве             | 300r          | 0,6               | 590r            |
| Малі                 | 400r          | 0,8               | 692r            |
| Намібія              | 22r           | 0                 | 32r             |
| Нігер                | 16            | 0                 | 55r             |
| Судан                | 20r           | 0                 | 38              |
| Сьєрра-Леоне         | 14r           | 0                 | 40r             |
| Танзанія             | 226r          | 0,5               | 517r            |
| ПАР                  | 20000r        | 40,9              | 36000r          |

| Континенти та країни     | Запаси підтв. | Частка у світі, % | Запаси загальні |
| Америка                  | 12946         | 26,5              | 24900           |
| Аргентина                | 422r          | 0,9               | 1030r           |
| Болівія                  | 213r          | 0,4               | 295r            |
| Бразилія                 | 560r          | 1,1               | 3760r           |
| Венесуела                | 255r          | 0,5               | 517r            |
| Гаяна                    | 66r           | 0,1               | 112r            |
| Гондурас                 | 17r           | 0                 | 56r             |
| Гренландія               | 60            | 0,1               | 103             |
| Домініканська Республіка | 332r          | 0,7               | 389r            |
| Еквадор                  | 133r          | 0,3               | 283r            |
| Канада                   | 3200r         | 6,5               | 4450r           |
| Колумбія                 | 55r           | 0,1               | 155r            |
| Коста-Рика               | 80r           | 0,2               | 140r            |
| Куба                     | 30r           | 0,1               | 84r             |
| Мексика                  | 560r          | 1,1               | 748r            |
| Нікарагуа                | 70r           | 0,1               | 180r            |
| Панама                   | 98r           | 0,2               | 178r            |
| Перу                     | 390r          | 0,8               | 920r            |
| Суринам                  | 54r           | 0,1               | 73r             |
| США                      | 4950r         | 10,1              | 9350r           |
| Уругвай                  | 15r           | 0                 | 25r             |
| Французька Гвіана        | 35r           | 0,1               | 94r             |
| Чилі                     | 1345r         | 2,8               | 1778r           |

| Континенти та країни | Запаси підтв. | Частка у світі, % | Запаси загальні |
| Австралія і Океанія  | 4270          | 8,7               | 6000            |
| Австралія            | 2300r         | 4,7               | 2800r           |
| Нова Зеландія        | 100r          | 0,2               | 150r            |
| Папуа Нова Гвінея    | 1820          | 3,7               | 2900r           |
| Соломонові Острови   | 20            | 0                 | 50              |
| Фіджі                | 30r           | 0,1               | 100r            |
| Разом                | 48900         | 100               | 89040           |

rоцінка</p

## Типи золоторудних родовищ
Основний обсяг світового видобутку золота забезпечують власне золоторудні родовища шести головних геолого-промислових типів, а також золотовмісні родовища комплексних руд. До головних типів належать: родовища золотоносних конґломератів (метаморфогенно-метаморфічні серії); морфологічно різноманітні родовища епітермальних (золото-срібних і золото-телуридних) руд, просторово пов'язані з вулкано-тектонічними спорудами; родовища переважно жильних і прожилкових руд в метатеригенно-вулканогенних породах архейських зеленокам'яних поясів; переважно вкраплених руд у вуглецевих породах сланцевих формацій та пісковиків; пластові і субпластові родовища джаспероїдних руд в теригенно-карбонатних і карбонатних породах; розсипні родовища. Приблизно 11?4 % золота добувається попутно з комплексних (головним чином, міднопорфірових) родовищ.

## В Україні
В Україні виділяються три золотоносні провінції: Карпати, Донбас та Український щит.
Карпати — найбільш досконало вивчена провінція. Тут розвідано запаси золота у кількості майже 55 т — Мужіївське родовище та родовище Сауляк. Промислове освоєння Мужіївського золотополіметалічного родовища розпочато у 1999 році. Безпосередньо до Мужіївського родовища прилягає Берегівське золотополіметалічне родовище, яке має руди аналогічного складу. В межах єдиного гірничого відводу Мужіївського шахтного поля вже на першому етапі можна довести запаси до 80–100 т золота, 1000 т срібла та близько 2,5 млн т свинцю та цинку. Родовище Сауляк попередньо розвідане двома горизонтами штольневих виробок, з поверхні — розчистками. Виявлено і розвідано три рудних тіла. Прогнозні ресурси категорії P і визначаються у 35 т і категорії Р2 — 65 т. За попередніми оцінками фахівців, загальні ресурси Карпатської провінції визначаються: золота — 400 т, срібла — 5,5 тис. т, свинцю — 2,7 млн т, цинку — 5,3 млн т. У 2018 р. ДП «Західукргеологія» повідомлено, що Рахівською геолого-пошуковою партією Львівської ГРЕ виконано оцінку прогнозних ресурсів золота рудних тіл Білопотікського рудопрояву в кількості 2,4 тонн.
Золотоносність Донбасу вивчається давно, але через відсутність ґрунтовних досліджень немає однозначної оцінки. Загальні прогнозні ресурси Донбасу визначаються у 400 т золота. Тут також відкрито невелике за запасами Бобриківське родовище золото-сульфідних руд.
Головною золотоносною провінцією України є Український щит, загальні прогнозні ресурси якого визначаються у 2 400 т золота. Тут найбільш досконало вивчено шість родовищ: Майське, Клинцівське, Юр'ївське, Сергіївське, Балка Золота та Балка Широка. Ресурси, оцінені в їх межах, становлять понад 620 т золота.